# Segunda División de México 1966-67
La Temporada 1966-67 de la Segunda División de México fue el décimo séptimo torneo de la historia de la segunda categoría del fútbol mexicano. Se disputó entre los meses de agosto de 1966 y marzo de 1967. Contó con 16 equipos. El Pachuca se coronó campeón de la categoría por primera ocasión.

## Cambios
- Nuevo León ascendió a Primera División.
- Zacatepec descendió desde el máximo circuito.

## Formato de competencia
Los dieciséis equipos compiten en un grupo único, todos contra todos a visita recíproca. Se coronaria campeón el equipo con la mayor cantidad de puntos y así conseguir el ascenso; si al final de la campaña existiera empate entre dos equipos en la cima de la clasificación, se disputaría un duelo de desempate para definir al campeón, esto claro sin considerar de por medio ningún criterio de desempate.

## Equipos participantes

### Equipos por Entidad Federativa
| Entidad Federativa | N.º | Equipos             |
| ------------------ | --- | ------------------- |
| Coahuila           | 2   | Laguna y Torreón    |
| Guanajuato         | 2   | Celaya y Salamanca  |
| Michoacán          | 2   | La Piedad y Zamora  |
| Tamaulipas         | 2   | Tampico y Victoria  |
| Veracruz           | 2   | Orizaba y Poza Rica |
| Estado de México   | 1   | Texcoco             |
| Hidalgo            | 1   | Pachuca             |
| Jalisco            | 1   | Nacional            |
| Nayarit            | 1   | Tepic               |
| Morelos            | 1   | Zacatepec           |
| Puebla             | 1   | Puebla              |

### Información sobre los equipos participantes
| Equipo    | Ciudad                      | Estadio                   |
| --------- | --------------------------- | ------------------------- |
| Celaya    | Celaya, Guanajuato          | Miguel Alemán Valdés      |
| La Piedad | La Piedad, Michoacán        | Juan N. López             |
| Laguna    | Torreón, Coahuila           | San Isidro                |
| Nacional  | Guadalajara, Jalisco        | Jalisco                   |
| Orizaba   | Orizaba, Veracruz           | Moctezuma                 |
| Pachuca   | Pachuca, Hidalgo            | Revolución Mexicana       |
| Poza Rica | Poza Rica, Veracruz         | Parque Jaime J. Merino    |
| Puebla    | Puebla, Puebla              | Olímpico Ignacio Zaragoza |
| Salamanca | Salamanca, Guanajuato       | El Molinito               |
| Tampico   | Tampico, Tamaulipas         | Tamaulipas                |
| Tepic     | Tepic, Nayarit              | Nicolás Álvarez Ortega    |
| Texcoco   | Texcoco, Estado de México   | Municipal de Texcoco      |
| Torreón   | Torreón, Coahuila           | Revolución                |
| Victoria  | Ciudad Victoria, Tamaulipas | Marte R. Gómez            |
| Zacatepec | Zacatepec, Morelos          | Agustín Coruco Díaz       |
| Zamora    | Zamora, Michoacán           | Moctezuma                 |

## Clasificación
| Pos. | Equipo          | Pts. | PJ | G  | E  | P  | GF | GC | Dif. | Clasificación              |
| ---- | --------------- | ---- | -- | -- | -- | -- | -- | -- | ---- | -------------------------- |
| 1    | Pachuca (C)     | 46   | 30 | 17 | 12 | 1  | 54 | 18 | +36  | Ascenso a Primera División |
| 2    | Laguna          | 44   | 30 | 16 | 12 | 2  | 60 | 30 | +30  |                            |
| 3    | Zacatepec       | 43   | 30 | 17 | 9  | 4  | 70 | 25 | +45  |                            |
| 4    | Puebla          | 41   | 30 | 17 | 7  | 6  | 69 | 37 | +32  |                            |
| 5    | Torreón         | 40   | 30 | 16 | 8  | 6  | 48 | 35 | +13  |                            |
| 6    | Orizaba         | 36   | 30 | 13 | 10 | 7  | 40 | 32 | +8   |                            |
| 7    | Poza Rica       | 33   | 30 | 11 | 11 | 8  | 43 | 31 | +12  |                            |
| 8    | Tampico         | 33   | 30 | 11 | 11 | 8  | 43 | 39 | +4   |                            |
| 9    | Ciudad Victoria | 29   | 30 | 12 | 5  | 13 | 35 | 30 | +5   |                            |
| 10   | Celaya          | 29   | 30 | 9  | 11 | 10 | 41 | 36 | +5   |                            |
| 11   | Tepic           | 23   | 30 | 7  | 9  | 14 | 37 | 46 | −9   |                            |
| 12   | Salamanca       | 23   | 30 | 5  | 13 | 12 | 26 | 41 | −15  |                            |
| 13   | Zamora          | 21   | 30 | 9  | 3  | 18 | 46 | 70 | −24  |                            |
| 14   | Nacional        | 20   | 30 | 8  | 4  | 18 | 36 | 73 | −37  |                            |
| 15   | La Piedad       | 16   | 30 | 4  | 8  | 18 | 25 | 62 | −37  |                            |
| 16   | Texcoco         | 3    | 30 | 1  | 1  | 28 | 16 | 84 | −68  |                            |

 Fuente: RSSSF
Criterios de clasificación: Puntos · Diferencia de goles · Goles a favor · Play-off
|                              |
| Pachuca Campeón 1.er título. |

### Resultados
| Local \ Visitante | CEL | LPD | LAG | NAC | ORI | PAC | PZR | PUE | SAL | TAM | TEP | TEX | TOR | VIC | ZAC | ZAM |
| ----------------- | --- | --- | --- | --- | --- | --- | --- | --- | --- | --- | --- | --- | --- | --- | --- | --- |
| Celaya            | —   | 5–0 | 0–3 | 3–1 | 1–2 | 0–1 | 0–0 | 2–2 | 0–0 | 3–1 | 1–2 | 6–2 | 0–0 | 1–0 | 0–2 | 2–1 |
| La Piedad         | 1–2 | —   | 0–0 | 0–3 | 0–1 | 1–1 | 0–0 | 2–3 | 1–2 | 1–4 | 1–0 | 3–1 | 2–2 | 0–1 | 0–0 | 2–1 |
| Laguna            | 1–1 | 1–1 | —   | 7–3 | 3–3 | 0–0 | 2–1 | 5–3 | 1–1 | 2–0 | 3–1 | 6–1 | 2–1 | 2–0 | 3–1 | 3–2 |
| Nacional          | 1–4 | 3–0 | 1–5 | —   | 0–4 | 1–2 | 0–3 | 2–4 | 2–2 | 1–0 | 3–2 | 1–0 | 0–2 | 1–0 | 0–2 | 3–2 |
| Orizaba           | 2–1 | 3–2 | 0–0 | 3–0 | —   | 0–1 | 0–0 | 0–0 | 1–1 | 1–0 | 0–3 | 2–1 | 1–1 | 2–1 | 0–0 | 3–2 |
| Pachuca           | 1–0 | 1–0 | 1–1 | 4–0 | 0–0 | —   | 3–1 | 3–3 | 3–2 | 0–0 | 2–2 | 3–1 | 3–1 | 2–0 | 1–1 | 5–1 |
| Poza Rica         | 1–1 | 5–1 | 1–0 | 3–1 | 1–1 | 0–3 | —   | 1–0 | 2–2 | 4–1 | 2–1 | 3–0 | 0–1 | 0–0 | 2–2 | 2–1 |
| Puebla            | 0–0 | 5–0 | 0–1 | 4–0 | 3–1 | 0–0 | 3–1 | —   | 3–0 | 2–1 | 1–0 | 7–1 | 3–1 | 1–0 | 2–1 | 7–2 |
| Salamanca         | 0–0 | 3–0 | 0–1 | 1–1 | 1–2 | 0–1 | 0–0 | 0–2 | —   | 1–1 | 1–1 | 1–0 | 0–1 | 1–0 | 0–0 | 0–1 |
| Tampico           | 2–2 | 2–2 | 1–1 | 1–0 | 2–1 | 0–0 | 0–0 | 2–1 | 2–2 | —   | 2–1 | 3–0 | 0–0 | 1–1 | 2–3 | 3–1 |
| Tepic             | 1–1 | 1–1 | 2–0 | 3–3 | 1–2 | 1–1 | 0–0 | 2–3 | 3–0 | 1–1 | —   | 3–0 | 0–1 | 1–0 | 0–1 | 2–1 |
| Texcoco           | 0–1 | 0–1 | 1–2 | 0–2 | 0–0 | 0–5 | 0–4 | 0–4 | 1–2 | 1–2 | 1–0 | —   | 0–5 | 0–3 | 0–1 | 1–2 |
| Torreón           | 2–0 | 3–2 | 2–2 | 3–0 | 3–2 | 1–5 | 1–0 | 2–2 | 3–1 | 0–3 | 1–1 | 2–0 | —   | 2–0 | 2–1 | 4–1 |
| Ciudad Victoria   | 3–1 | 5–0 | 0–0 | 2–0 | 1–0 | 1–0 | 1–3 | 0–0 | 1–0 | 1–2 | 3–0 | 3–2 | 0–0 | —   | 3–1 | 3–0 |
| Zacatepec         | 2–2 | 3–1 | 2–2 | 4–0 | 1–0 | 0–0 | 3–1 | 4–1 | 5–0 | 5–1 | 6–1 | 4–0 | 4–0 | 4–0 | —   | 7–1 |
| Zamora            | 2–1 | 1–0 | 0–1 | 3–3 | 2–3 | 0–2 | 3–2 | 3–0 | 2–2 | 1–3 | 4–1 | 3–2 | 0–1 | 3–2 | 0–0 | —   |